# Romelândia
Romelândia is een gemeente in de Braziliaanse deelstaat Santa Catarina. De gemeente telt 5.760 inwoners (schatting 2009).

## Aangrenzende gemeenten
De gemeente grenst aan Anchieta, Barra Bonita, Campo Erê, Flor do Sertão, Santa Terezinha do Progresso, São Miguel da Boa Vista en São Miguel do Oeste.